# Црква Светог архангела Гаврила у Гучи
Црква Светог архангела Гаврила у Гучи, насељеном месту на територији општине Лучани, припада Епархији жичкој Српске православне цркве.
Црква посвећена Светом архангелу Гаврилу подигнута је на месту старијег храма пренетог из засеока Корнет, где је била подигнута 1797. године.
Нова црква се налази у самом центру варошице, грађена је у периоду од 1828. до 1831. године. Њену изградњу помогао је кнез Милош Обреновић са 1000 гроша. У основи је једнобродна грађевина, са пространом полукружном апсидом. Стари иконостас, дело Петра Николајевића Молера чува се у црквеном дому. На царским дверима се налази ретка икона заспалог Спаситеља.